# Martine Chevallier
Pour les articles homonymes, voir Chevallier.
Martine Chevallier, née à Gap (Hautes-Alpes) en 1949, est une actrice française.

## Biographie
Elle est entrée à la Comédie-Française en tant que pensionnaire en 1986, elle en devient sociétaire en 1988, puis sociétaire honoraire depuis 2020, année de sa retraite.

### Formation
En 1968, elle est engagée au Théâtre de la Ville, pour son ouverture, dans l'École de Jean Mercure et dans la troupe, jusqu'à la saison 69-70, puis rejoindra la troupe de la Comédie des Alpes, dans la pièce de Guillaume Kergourlay Tard dans la nuit.
Martine Chevallier s’initie aux méthodes théâtrales Stanislavski au cours Furet avant d’intégrer le Conservatoire national supérieur d’art dramatique dans la classe d’Antoine Vitez où elle remporte un deuxième prix en 1973, puis un premier prix en 1974.

### Théâtre
Anne Delbée lui offre son premier grand succès sur les planches en la dirigeant dans L’Échange de Claudel au Théâtre de la Ville en 1976. La même année, Pierre Romans la met en scène dans L’Éveil du printemps de Wedekind au Théâtre de l’Odéon. En 1980, Jean-Louis Barrault et Jean-Pierre Granval lui confient le rôle de Sept-Épées dans leur mise en scène du Soulier de satin. Elle joue par la suite dans La Cerisaie de Tchekhov par Peter Brook, Le Cid de Corneille par Francis Huster et Savannah Bay de Marguerite Duras mise en scène par l’auteure.
Martine Chevallier est engagée à la Comédie-Française en tant que pensionnaire le 1er novembre 1986, nommée 478e sociétaire en 1988. Elle fait ses débuts à la Comédie-Française en interprétant le rôle-titre dans Esther dirigée par Françoise Seigner. Elle joue entre autres sous les directions de Georges Lavaudant, Jean-Louis Benoît, Philippe Adrien, Pierre Romans, Antoine Vitez, Yannis Kokkos, Youssef Chahine, Jacques Rosner dans Rodogune de Corneille.
En 1995, elle tient le rôle-titre dans Phèdre de Racine mise en scène par Anne Delbée.
Piotr Fomenko lui confie le rôle de Gourmyjskaïa dans La Forêt d’Ostrovski, un rôle qu’elle reprendra dans l’adaptation cinématographique réalisée par Arnaud Desplechin en 2014.
Muriel Mayette-Holtz la dirige à trois reprises, d’abord dans Le Retour au désert de Koltès – où son interprétation de Mathilde Serpenoise lui vaut le Molière de la meilleure comédienne en 2007 – puis dans Bérénice de Racine et enfin dans Le Songe d’une nuit d’été de Shakespeare. Elle joue dans Le Système Ribadier de Feydeau mis en scène par Zabou Breitman, dans Père de Strindberg dans la version d’Arnaud Desplechin et dans Poussière de Lars Norén mise en scène par l’auteur.
Elle devient sociétaire honoraire de la Comédie Française en 2019, son dernier rôle est celui de Jules César dans Jules César de Shakespeare par Rodolphe Dana.

### Cinéma
Au cinéma, on a pu la voir dans les films d’Anne Fontaine, Roschdy Zem, Guillaume Canet, Julie Gavras, Benoît Jacquot et Lucas Belvaux.
En 2019, elle est l'amante de Barbara Sukowa et la mère de Léa Drucker dans le film Deux de Filippo Meneghetti.

### Vie personnelle
Elle a été l'épouse d'August Coppola (en) (1934-2009) de 1996 à la mort de celui-ci en 2009.
Martine Chevallier est la sœur de la comédienne Catherine Chevallier, la tante de la soprano Tatiana Probst et de l'actrice Barbara Probst.

## Filmographie

### Cinéma
- 1970 : Le Cœur fou de Jean-Gabriel Albicocco
- 1970 : Élise ou la Vraie Vie de Michel Drach : Marie-Louise, la belle-sœur
- 1975 : La Chaise vide de Pierre Jallaud : Anne Foucault
- 1980 : Éclipse sur un ancien chemin vers Compostelle de Bernard Férié
- 1985 : Les Enfants de Marguerite Duras, Jean Mascolo, Jean Marc Turine : Nicole
- 1988 : Fréquence meurtre d'Élisabeth Rappeneau : Marie
- 1995 : Jefferson à Paris de James Ivory : Mademoiselle Contat
- 2002 : Sur le bout des doigts d'Yves Angelo : Josette
- 2003 : Le Bison (et sa voisine Dorine) d'Isabelle Nanty : Madame Cabut
- 2003 : Violence des échanges en milieu tempéré de Jean-Marc Moutout : Suzanne Delmas
- 2004 : La confiance règne d'Étienne Chatiliez: Françoise Térion
- 2005 : Entre ses mains de Anne Fontaine : la mère de Claire
- 2005 : Foon de Benoît Pétré, Deborah Saïag, Mika Tard, Isabelle Vitari : Miss Smokingkills
- 2005 : Sauf le respect que je vous dois de Fabienne Godet : Julie
- 2006 : Mauvaise Foi de Roschdy Zem : Lucie Breitmann
- 2006 : La Tourneuse de pages de Denis Dercourt : Madame Onfray
- 2006 : Je vais bien, ne t'en fais pas de Philippe Lioret : la première infirmière
- 2006 : Ne le dis à personne de Guillaume Canet : Martine Laurentin
- 2006 : La Faute à Fidel ! de Julie Gavras : Bonne Maman
- 2012 : Les Adieux à la reine de Benoît Jacquot : Madame de la Tour du Pin
- 2014 : Pas son genre de Lucas Belvaux : la mère de Clément
- 2016 : Fleur de tonnerre de Stéphanie Pillonca : Sœur Athanase
- 2019 : Deux de Filippo Meneghetti : Madeleine
- 2019 : Chanson douce de Lucie Borleteau : la dame au parc
- 2021 : Le Bal des folles de Mélanie Laurent : Grand-mère Cléry
- 2021 : L'Homme de la cave de Philippe Le Guay : Maître Rivière
- 2022 : La Montagne de Thomas Salvador : la mère
- 2023 : Pleure pas Gabriel de Mathilde Chavanne (court-métrage)
- 2023 : Fin août de Martin Soudan (court-métrage)
- 2024 : Le Beau rôle de Victor Rodenbach : Jeannette
- 2025 : Le jour sera comme la nuit de Anna Marmiesse et Nicolas Truffinet (court-métrage) : la tante

### Télévision
- 1971 : Le Malade imaginaire de Claude Santelli : Angélique
- 1972 : Les Gens de Mogador de Robert Mazoyer : Amélia
- 1973 : La Ligne d'ombre de Georges Franju : Marie
- 1973 : Jean Pinot, médecin d'aujourd'hui de Michel Fermaud : Annie Pinot
- 1974 : Plaies et bosses d'Yves-André Hubert : Kale Lackan
- 1975 : Opéra pour Baudelaire de Dominique Delouche : Marie Daubrun
- 1976 : Première Neige de Claude Santelli : Jeanne
- 1977 : La Foire de Roland Vincent
- 1978 : Les Chemins de l'exil ou les dernières années de Jean-Jacques Rousseau de Claude Goretta : Sophie d'Houdetot
- 1979 : Les Dames de la côte de Nina Companeez : Blanche Pommier
- 1980 : Légitime défense de Claude Grinberg : Catherine
- 1981 : Le Roman du samedi : Mémoires de deux jeunes mariés de Marcel Cravenne : Renée de Maucome
- 1981 : Arcole ou la terre promise de Marcel Moussy : Annette
- 1981 : Adèle ou la marguerite de Pierre Desfons : Nathalie
- 1982 : Mozart de Marcel Bluwal de Marcel Bluwal : Constance Mozart
- 1983 : Histoire de Thérèse de Marcel Bluwal de Philippe Pilard : Thérèse Delombre
- 1985 : Les Enquêtes du commissaire Maigret, épisode Maigret et le Client du samedi de Pierre Bureau : Renée Planchon
- 1989 : Le Masque : Les Dames du Creusot de Bruno Gantillon : Hélène Villedieu
- 1990 : Lorenzaccio d'Alexandre Tarta : la marquise Cibo
- 1992 : La Vie de Galilée de Hugo Santiago : Madame Sarti
- 1993 : Une femme sans histoire d'Alain Tasma : Simone
- 1999 : Georges Dandin de Bernard Stora : Madame Sotenville
- 1999 : L'Impromptu de Versailles de Georges Bensoussan : Mademoiselle Béjart
- 2001 : Le Bourgeois gentilhomme de Yves-André Hubert : Madame Jourdain
- 2001 : L'Aîné des Ferchaux de Bernard Stora : Eva
- 2002 : Juliette Lesage, médecin pour tous : Conduites dangereuses de Christian François : Martine Maillant
- 2002 : P.J., épisode La pilule de l'oubli de Gérard Vergez : Eliane Wilmart
- 2003 : Navarro, épisode Voleurs sans défense de Patrick Jamain : Viviane Beraud
- 2005 : Celle qui reste de Virginie Sauveur : Françoise
- 2006 : Gaspard le bandit de Benoît Jacquot : Amandine de Varade
- 2006 : L'État de Grace de Pascal Chaumeil : Lise
- 2008 : Elles et Moi de Bernard Stora : Blanche de Montellier
- 2008 : La Veuve tatouée de Virginie Sauveur : Colette
- 2008 : Le Mariage de Figaro de Don Kent : Marceline
- 2012 : Engrenages, saison 4, épisode 9 de Virginie Sauveur : Juge Evelyne Renaud
- 2013 : La Dernière Campagne de Bernard Stora : Bernadette Chirac
- 2013 : Le Système Ribadier de Vitold Krysinsky : Sophie
- 2014 : La Forêt d'Arnaud Desplechin : Raissa Gourmyjskaïa
- 2016 : Je suis coupable de Christophe Lamotte : Josée
- 2019 : La Part du soupçon de Christophe Lamotte : Dorothée Vilmorin
- 2021 : L'Île aux trente cercueils de Frédéric Mermoud : Soizick Maroux
- 2022 : La Vengeance sans visage de Claude-Michel Rome : Fabienne Mornas
- 2022 : Une sur deux d'Ybao Benedetti : Je suis une sur deux
- 2023 : Les Secrets du Finistère de François Basset et Anne Péjean : Katell Mahé
- 2023 : Alphonse de Nicolas Bedos : Elise Duthi
- 2023 : Tu ne tueras point de Leslie Gwinner : Irène Sainthier
- 2025 : Maudits de Chloé Micout : Rose

## Théâtre

### Comédie-Française
- Entrée à la Comédie-Française le 1er novembre 1986
- Sociétaire le 1er janvier 1988
- 478e sociétaire
- Sociétaire honoraire le 1er janvier 2019

- 1987 : Esther de Racine, mise en scène Françoise Seigner, Comédie-Française au Théâtre national de l'Odéon, Théâtre de la Porte-Saint-Martin, Esther
- 1987 : Un pour la route d'Harold Pinter, mise en scène Bernard Murat, Festival d'Avignon puis Théâtre Montparnasse, Gila
- 1987 : Une sorte d'Alaska d'Harold Pinter, mise en scène Bernard Murat, Festival d'Avignon puis Théâtre Montparnasse[5], Pauline
- 1988 : Nicomède de Corneille, mise en scène Françoise Seigner, Laodice
- 1988 : La guerre de Troie n'aura pas lieu de Jean Giraudoux, mise en scène Raymond Gérôme, Andromaque
- 1989 : Lorenzaccio d'Alfred de Musset, mise en scène Georges Lavaudant, la marquise Cibo
- 1989 : Le Misanthrope de Molière, mise en scène Simon Eine, Arsinoë
- 1989 : La Vie de Galilée de Bertolt Brecht, mise en scène d'Antoine Vitez, Madame Sarti
- 1991 : Iphigénie de Racine, mise en scène Yánnis Kókkos, Théâtre national de Strasbourg puis salle Richelieu, Clytemnestre
- 1992 : Caligula d'Albert Camus, mise en scène Youssef Chahine, Salle Richelieu, Caesonia
- 1993 : Le Canard sauvage d'Henrik Ibsen, mise en scène Alain Françon, Gina Ekdal
- 1993 : Le Silence de Nathalie Sarraute, mise en scène Jacques Lassalle, Théâtre du Vieux-Colombier, F3
- 1993 : La Glycine de Serge Rezvani, mise en scène Jean Lacornerie, Théâtre du Vieux-Colombier, la femme peintre
- 1994 : L'Impromptu de Versailles de Molière, mise en scène Jean-Luc Boutté, TNP Villeurbanne, La Criée, Mlle Béjart
- 1995 : Bajazet de Racine, mise en scène Éric Vigner, Théâtre du Vieux-Colombier, Roxane
- 1995 : Le Misanthrope de Molière, mise en scène Simon Eine, Arsinoé
- 1995 : Phèdre de Racine, mise en scène Anne Delbée, Phèdre
- 1997 : Les Reines de Normand Chaurette, mise en scène Joël Jouanneau, Théâtre du Vieux-Colombier, la reine Élisabeth
- 1997 : La Tête dans les nuages de Marc Delaruelle, mise en scène Jean Bouchaud, Théâtre du Vieux-Colombier, Mater
- 1998 : Rodogune de Corneille, mise en scène Jacques Rosner, Cléopatre
- 1999 : George Dandin ou le Mari confondu de Molière, mise en scène Catherine Hiegel, Théâtre du Vieux-Colombier, Mme de Sottenville
- 1999 : Vieux Ménage d'Octave Mirbeau, mise en scène Jean Bouchaud, Studio-Théâtre de la Comédie-Française, la femme
- 1999 : Amants d'Octave Mirbeau, mise en scène Jean Bouchaud, Studio-Théâtre de la Comédie-Française, l'amante
- 1999 : La Maison des cœurs brisés de George Bernard Shaw, mise en scène Michel Dubois, madame Hushabye
- 2000 : Le Bourgeois gentilhomme de Molière, mise en scène Jean-Louis Benoît, madame Jourdain
- 2001 : Pluie de cendres de Laurent Gaudé, mise en scène Michel Favory, Studio-Théâtre de la Comédie-Française, les femmes de la ville
- 2001 : Helga la folle de László Darvasi, mise en lecture Balázs Géra, Studio-Théâtre de la Comédie-Française
- 2001 : Le Bourreau de Longwy de Kornél Hamvai, mise en lecture Jean-Loup Rivière, Studio-Théâtre de la Comédie-Française
- 2002 : Extermination du peuple de Werner Schwab, mise en scène Philippe Adrien, Théâtre du Vieux-Colombier, Madame Kovacic
- 2002 : Un jour de légende - Les Temps modernes - Les Temps contemporains d'après La Légende des siècles de Victor Hugo, lecture à plusieurs voix
- 2003 : La Forêt d'Alexandre Ostrovski, mise en scène Piotr Fomenko, Gourmyjskaïa
- 2004 : Un auteur, un acteur... Nathalie Nabert, lecture Studio-Théâtre de la Comédie-Française
- 2004 : Le Théâtre de... Paul Andreu, mise en scène Jean-Pierre Jourdain, Théâtre du Vieux-Colombier
- 2005 : Les Bacchantes d'Euripide, mise en scène André Wilms, Agavé
- 2005 : Le Théâtre de... Michel Cournot, mise en scène Jean-Pierre Jourdain, Théâtre du Vieux-Colombier
- 2007 : Le Retour au désert de Bernard-Marie Koltès, mise en scène Muriel Mayette, Salle Richelieu, Mathilde Serpenoise
- 2007 : Le Mariage de Figaro ou la Folle Journée, mise en scène Christophe Rauck, Salle Richelieu, Marceline
- 2008 : Penthésilée de Heinrich von Kleist, mise en scène Jean Liermier, La grande Prêtresse de Diane
- 2009 : Ubu roi d'Alfred Jarry, mise en scène Jean-Pierre Vincent, Salle Richelieu, Rosemonde, Babouchka paysanne et mère du Czar
- 2009 : La Grande Magie d'Eduardo De Filippo, mise en scène Dan Jemmett, Salle Richelieu
- 2010 : Les Oiseaux d'Aristophane, mise en scène Alfredo Arias, Salle Richelieu, Belle Espérance
- 2011 : Ubu roi d'Alfred Jarry, mise en scène Jean-Pierre Vincent, Salle Richelieu, Rosemonde, Babouchka paysanne et mère du Czar
- 2011 : Bérénice de Racine, mise en scène Muriel Mayette, tournée, Salle Richelieu, Bérénice, (création en tournée)
- 2012 : Le Mariage de Figaro de Beaumarchais, mise en scène Christophe Rauck, Théâtre Éphémère, Marceline
- 2012 : La Voix humaine de Jean Cocteau, mise en scène Marc Paquien, Studio-Théâtre de la Comédie-Française
- 2013 : Le Système Ribadier de Georges Feydeau, mise en scène Zabou Breitman, Théâtre du Vieux-Colombier
- 2014 : Le Songe d'une nuit d'été de William Shakespeare, mise en scène Muriel Mayette, Salle Richelieu, Titania
- 2014 : Cabaret Barbara de Barbara, mise en scène Béatrice Agenin, Studio-Théâtre
- 2016 : Le Cerf et le Chien d'après Les Contes du chat perché de Marcel Aymé, mise en scène Véronique Vella, Studio-Théâtre
- 2018 : Poussière de Lars Norén, mise en scène de l'auteur, Salle Richelieu
- 2019 : Jules César de William Shakespeare, mise en scène Rodolphe Dana, Théâtre du Vieux-Colombier
- 2020 : Hors la loi de Pauline Bureau, mise en scène de l'auteur, Théâtre du Vieux-Colombier

### Hors Comédie-Française
- 1973 : Viendra-t-il un autre été ? de Jean-Jacques Varoujean, mise en scène Jacques Spiesser, Petit Odéon
- 1976 : L'Échange de Paul Claudel, mise en scène Anne Delbée, Théâtre de la Ville
- 1976 : L'Éveil du printemps de Frank Wedekind, mise en scène Pierre Romans, Théâtre national de l'Odéon
- 1977 : Les Brigands de Friedrich von Schiller, mise en scène Anne Delbée, Théâtre de la Ville
- 1978 : L'Aigle à deux têtes de Jean Cocteau, mise en scène Jean-Pierre Dusséaux, Théâtre de l'Athénée Louis-Jouvet
- 1979 : Ardèle ou la Marguerite de Jean Anouilh, mise en scène Pierre Mondy & Roland Piétri, Théâtre Hébertot
- 1980 : Le Soulier de satin (Quatrième journée) de Paul Claudel, mise en scène Jean-Louis Barrault, Théâtre d'Orsay
- 1981 : On loge la nuit-café à l'eau de Jean-Michel Ribes, mise en scène de l'auteur, Théâtre de la Roquette
- 1981 : La Cerisaie d'Anton Tchekhov, mise en scène Peter Brook, Théâtre des Bouffes-du-Nord
- 1982 : Prométhée de Heiner Müller, mise en scène Guy Rétoré, Théâtre de l'Est parisien
- 1983 : Les affaires sont les affaires d'Octave Mirbeau, mise en scène Pierre Dux, Théâtre Renaud-Barrault : Germaine Lechat
- 1983 : Savannah Bay de Marguerite Duras, mise en scène de l'auteur, Théâtre Renaud-Barrault
- 1984 : Le Sablier de Nina Companeez, mise en scène de l'auteur, Théâtre Antoine
- 1985 : Le Cid de Corneille, mise en scène Francis Huster, Théâtre Renaud-Barrault
- 1992 : Amy Robsart de Victor Hugo, mise en scène Anne-André Reille, Festival de Vallauris
- 1997 : Bérénice de Racine, mise en scène Jean Martinez, Perpignan, Bérénice
- 2013 : La Voix humaine de Jean Cocteau, mise en scène Marc Paquien, Théâtre de l'Ouest parisien
- 2021 : Pour autrui de Pauline Bureau, mise en scène de l'auteur, Théâtre national de la Colline

## Doublage

### Cinéma
- Faye Dunaway dans :
  - Jeanne d'Arc : Yolande d'Aragon (1999)
  - The Yards : Kitty Olchin (2000)

## Distinctions

### Décorations
- Officier de l'ordre des Arts et des Lettres
- Chevalier de l'ordre national du Mérite

### Récompenses
- Molières 2007 : Molière de la comédienne pour Le Retour au désert
- Lumières 2021 : Lumière de la meilleure actrice pour Deux

### Nominations
- César 2021 : César de la meilleure actrice pour Deux